# 尾崎伊兵衛
尾崎伊兵衛（おざき いへえ、弘化4年（1847年）8月15日 - 昭和4年（1926年）7月21日）は、静岡県の実業家。製茶貿易業。

## 系譜と誕生
先代（三代目）小沢戸屋伊兵衛（現在は尾沢渡を用いる）の次男として生まれた。幼名善吉、長じて宇兵衛、宇之助を用いた。三代目伊兵衛の隠居で、伊兵衛を襲名してその後を継いだ。明治2年に駿府が静岡に改められ、姓を名乗る事を許され小沢戸屋または尾沢戸屋を号して尾崎伊兵衛を名乗る。
三代目伊兵衛は、二代目伊兵衛の長女むらの婿となり、小沢戸屋を襲名した。小沢戸屋は代々駿府の茶問屋を生業としていた。 天保13年（1842年）の天保の改革により江戸及び駿府の茶問屋は差し止め（廃止）させられたが、嘉永5年（1852年）茶問屋再興の請願が土太夫町の萩原四郎兵衛らが総代となり差出され、三代目小沢戸屋伊兵衛、安倍町丁頭野崎彦左衛門ら22名に駿府での茶問屋の再興が許された。三代目伊兵衛は、茶業に専念し第一回内国勧業博覧会で花文褒賞を授与された。
四代目伊兵衛である尾崎伊兵衛は、善吉時代より製茶業に励み、日本茶の海外輸出に生涯をかけた。

## 製茶業
- 明治7年（1874年）小鹿村出島団四郎の協力を得て、小鹿に宇治茶伝習所を設けた。
- 明治10年（1877年）小鹿村出島団四郎、南条安兵衛らの協力を得て、小鹿に紅茶伝習所を開設。
- 明治12年（1879年）安西三丁目の尾崎家の屋敷内に紅茶伝習所を開設。紅茶会社を創り販売を試みる。
- 明治13年（1880年）北番町に富士製茶会社を設けて製茶の問屋業を営んだ。この会社は、後に謙光社を吸収合併し富士商会となり、富士製茶株式会社の起点となった。
- 明治17年（1884年）静岡茶業組合を結成。初代組合長となる。静岡県茶業組合取締所設立、初代総括は丸尾文六、幹事は海野孝三郎、尾崎伊兵衛は同所議員に選ばれた。
- 明治18年（1885年）小沢戸屋を会社組織に変更し、改めて合名尾崎国産会社とする。合名尾崎国産社は、明治37年（1904年）に静岡市内の茶取扱店舗のうち、有名店を並べたものの内に名を残す。

同年 静岡製茶直輸出会社の新設に参画。開設当初の役員（頭取）となる。取締役に丸尾文六、海野孝三郎。
- 明治21年（1888年）静岡製茶直輸出会社は、静岡県製茶直輸出会社（明治25年解散）と改められる。

同年 富士製茶会社に岡田良一郎（大日本報徳社社長：岡田良平、一木喜徳郎の父）、安田七郎の参加を得て、合資会社富士商会に名称を変更。
- 明治22年（1889年）静岡市茶業組合の結成。初代（明治22～30）及び三代目組合長（明治34～大正15）となる。
- 明治23年（1890年）茶業中央会議所議員となる。（静岡県定員6名）10期20年の永きに亘って議員として尽す。
- 明治27年（1895年）合資会社富士商会は富士合資会社となる。

同年 日本製茶株式会社設立（社長：大谷嘉兵衛）取締役に就任。
- 明治31年（1898年）堀之内（菊川）に製茶工場を設ける。

同年 東陽製茶貿易株式会社を発起人として設立。
- 明治33年（1900年）堀之内の工場を北番町に吸収し富士製茶株式会社となり、初代社長として選ばれた。
- 明治36年（1903年）富士製茶株式会社の再製茶は第五回内国勧業博覧会で名誉銀牌受賞する。
- 大正6年（1917年）日本紅茶株式会社設立。大谷嘉兵衛、中村円一郎と共に取締役に就任。

## 親族
- 長男 尾崎元次郎（衆議院議員・貴族院議員）